# Zwartbuikstern
De zwartbuikstern (Sterna acuticauda) is een zeevogel uit de familie van de meeuwen (Laridae) en de geslachtengroep sterns (Sternini). Het is een bedreigde vogelsoort die voorkomt in Zuid- en Zuidoost-Azië.

## Kenmerken

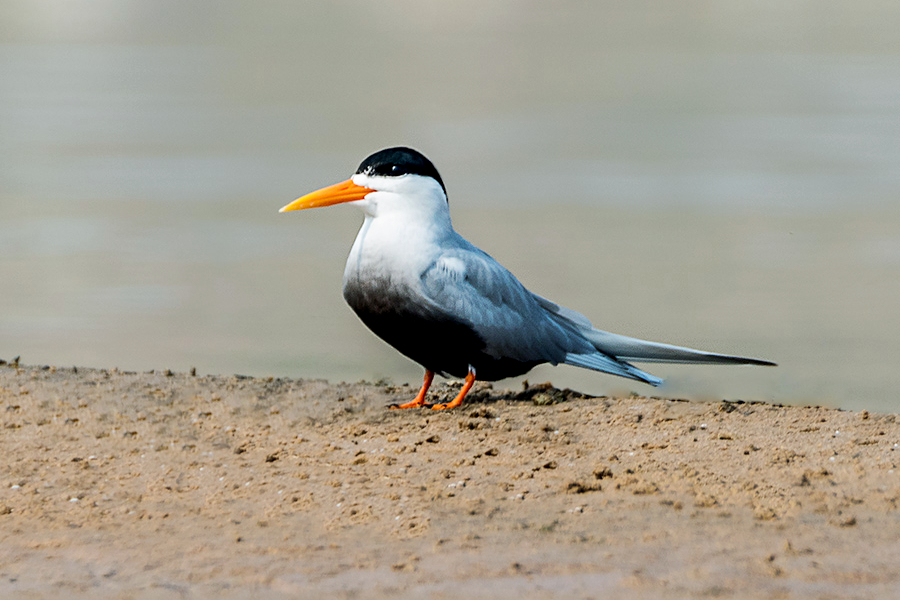

Deze stern heeft het formaat van een visdief (32 tot 35 cm lang) en lijkt daar ook op qua gedrag. De vogel is grijs van boven, heeft een zwarte kopkap. Kenmerkend voor deze soort in de broedtijd is de grijze borst die naar de buik toe steeds donkerder tot bijna zwart. Verder is de snavel in de broedtijd oranje. Buiten de broedtijd zijn de borst en buik lichter en heeft de snavel een donkere punt.

## Verspreiding en leefgebied
Deze soort komt voor in Pakistan, Nepal en van India tot zuidwestelijk China, Myanmar en Zuidoost-Azië. Het is een standvogel die broedt op zandvlaktes en zandige eilanden in grote rivieren en foerageert boven zoetwaterlopen en boven rijstvelden. De broedgebieden kunnen tot op 730 m boven de zeespiegel in heuvelland liggen.

## Status
De grootte van de populatie werd in 2022 door BirdLife International geschat op 800 tot 1600 individuen en de populatie-aantallen nemen af door habitatverlies en exploitatie. De broedgebieden worden in cultuur gebracht of bedreigd met overstroming door de aanleg van dammen of er treedt verstoring op door visserij-activiteiten, jacht en het verzamelen van eieren. Door menselijke activiteiten nemen ook het aantal predatoren zoals honden en huiskraaien toe. Om deze redenen staat deze soort als bedreigd op de Rode Lijst van de IUCN.